# Godoya
Godoya là một chi thực vật có hoa trong họ Ochnaceae.

## Loài
Chi Godoya gồm các loài: